# Corea

Mapa topográfico de la península de Corea, sobre el que figuran las fronteras de Corea del Norte y Corea del Sur.

Corea (en coreano: 한국, romanizado: Hanguk en Corea del Sur; y 조선, Chosŏn en Corea del Norte) es una región de Asia Oriental.
En la historia moderna, hace referencia a Corea del Sur (República de Corea) y a Corea del Norte (República Popular Democrática de Corea). En la historia moderna y contemporánea, se aplicó al Imperio coreano establecido por Gojong en 1897. En un sentido amplio, Corea es un término colectivo para muchas naciones coreanas establecidas en la península después de la dinastía Joseon. De esta palabra se derivan nombres para la nación o pueblo Hanminjok, Hanguk-in, Hanguksaram (한민족/한국인/한국사람?, 韓民族/韓國人/韓國사람?) o Chosŏnminjok, Chosŏnin, Chosŏnsaram (조선민족/조선인/조선사람?, 朝鮮民族/朝鮮人/朝鮮사람?, Joseonminjok/Joseonin/JoseonsaramRR), la lengua Hangugeo (한국어?, 韓國語?) o Chosŏnmal (조선말?, 朝鮮말?, JoseonmalRR) y el rasgo geográfico Hanbando (한반도?, 韓半島?) o Chosŏnbando (조선반도?, 朝鮮半島?, JoseonbandoRR).
El territorio comprende la península de Corea, que se extiende a lo largo de 1000 km de norte a sur. La península limita al norte con China y Rusia. Al este se encuentra el mar de Japón, después del cual se halla el vecino Japón. Además de la península, Corea cuenta con alrededor de 3200 islas, siendo la más grande Jeju. La cadena montañosa de Taebaeksan corre a lo largo de la costa oriental, donde las grandes olas del mar de Japón han esculpido enormes acantilados e islotes rocosos. Las laderas del sur y del oeste presentan un relieve suave, que forma llanuras y una multitud de pequeñas islas con caletas. La cumbre más alta es la montaña Baekdusan o monte Paektu, en Corea del Norte, que se eleva 2744 m s. n. m., en la frontera septentrional que colinda con China.
A la región cultural de Corea, también se suele incluir a la región histórica de Jiandao, y específicamente la Prefectura autónoma coreana de Yanbian, perteneciente a la República Popular China.

## Historia
La República de Corea (Corea del Sur) y la República Popular Democrática de Corea (Corea del Norte) han mantenido una relación bastante frágil desde que se separaron en 1948, manteniendo una relación de guerra y de constantes discusiones por el control y la estabilidad de Corea. Desde ese año de 1948 están separadas por su frontera en el Paralelo 38, acuerdo que puso fin al estado de guerra, pero en 2013 se rompió esta tregua dando inicio a una nueva crisis.
Seúl ha sido la capital de Corea durante 600 años, desde los tiempos de la dinastía Joseon (1392-1910). Por aquel entonces Seúl tenía el nombre de “Han Yang”, pero después de la liberación de Japón en 1945, la nueva República de Corea adoptó el nombre de Seúl para su ciudad capital. Seúl se desarrolló rápidamente en una metrópoli, cumpliendo el papel de centro de las cuestiones políticas, económicas, sociales y culturales.
- Superficie : 605,52 km²
- Población: 25.000.000 habitantes (estadística de 2020).

### Go-Joseon (2333a.C.-37a.C.)
Según el Samguk Yusa (escrito en el siglo 13 d. C.), la primera dinastía de Corea fue Hwarang.
La segunda dinastía fue Gojoseon (entre el siglo IV y el siglo II a. C.) fue creada por Tangun o Dangun en el sur de Manchuria y norte de Corea. Recientes estudios indican que el pueblo de Go-Joseon pertenecía a la familia lingüística de los tunguses.[cita requerida]

### Era de los Tres Reinos (37a.C.-668d.C.) y Balhae (713-926)

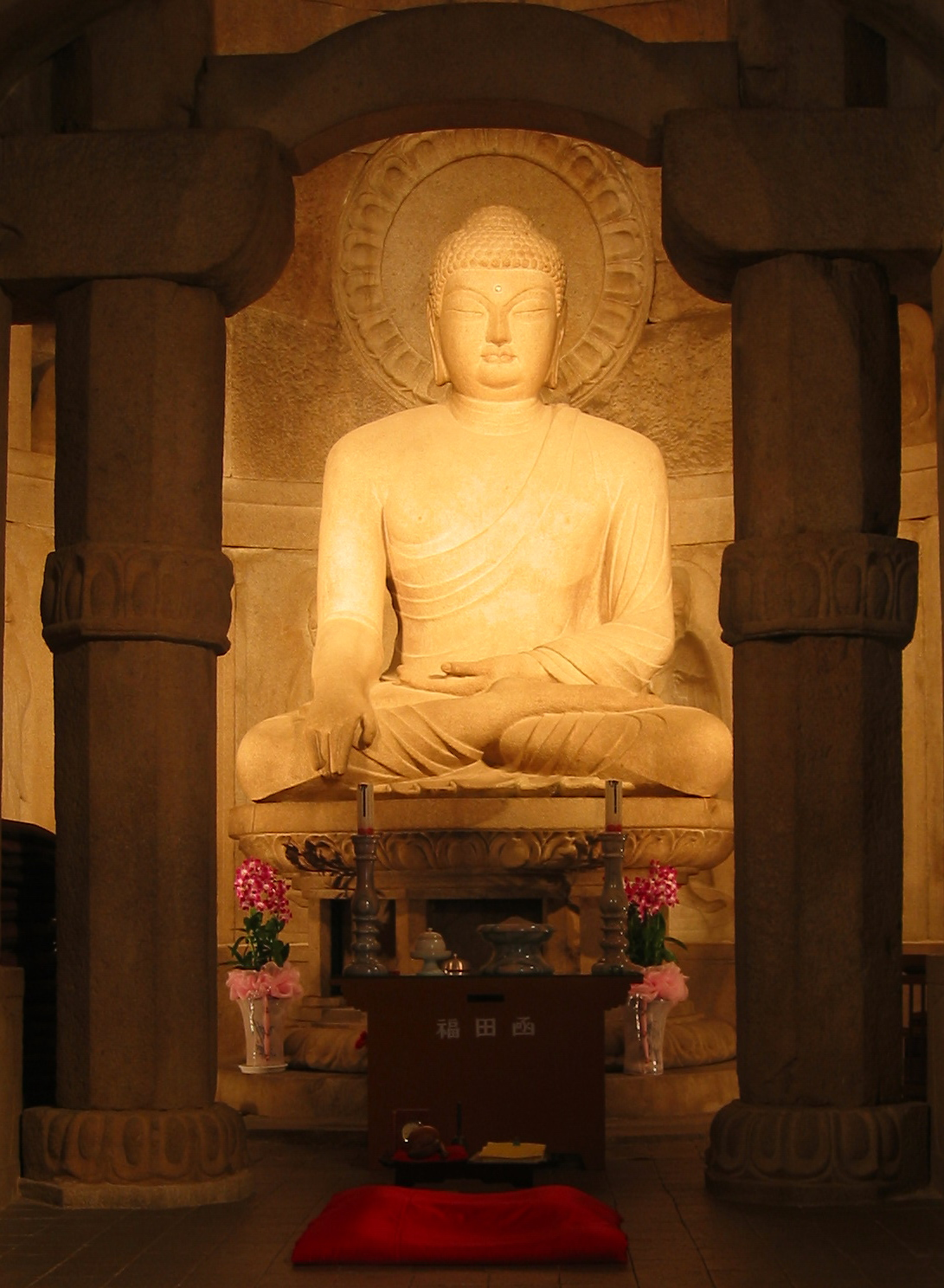
Gruta de Sokkuram.

Los estudiosos, en general, creen que los primeros reinos o Estados en la península coreana empezaron a formarse durante la Edad de Bronce (1000-300 a. C.). De ellos, el reino supuestamente fundado por Zu-a, conocido generalmente por Gojoseon o Joseon Antiguo, pronto surgió como el más poderoso y consolidó su poder al inicio del siglo II a. C.
Ante el poder emergente de Joseon Antiguo, China comenzó a preocuparse más y más. El emperador chino Han Wuti lanzó una invasión en el 109 a. C.
Destruyó el reino al siguiente año y estableció cuatro colonias militares para administrar la parte norteña, mitad de la península.
Sin embargo, después de un siglo, emergió un nuevo reino llamado Goguryeo (37 a. C.-668 d. C.) en la parte norteña de la península Goguryeo.
Era una nación de guerreros guiados por reyes agresivos y valientes como el rey Gwanggaeto (que reinó entre el 391 y el 410). Conquistó a tribus vecinas una tras otra, y expandió prácticamente su reino en todas las direcciones. Finalmente expulsó a los chinos de su última colonia militar, Nangnang (Lo-lang en chino) en el 313. En su apogeo, su territorio se extendía hasta el interior de Manchuria, y al sur llegaba hasta la mitad sureña de la península coreana.

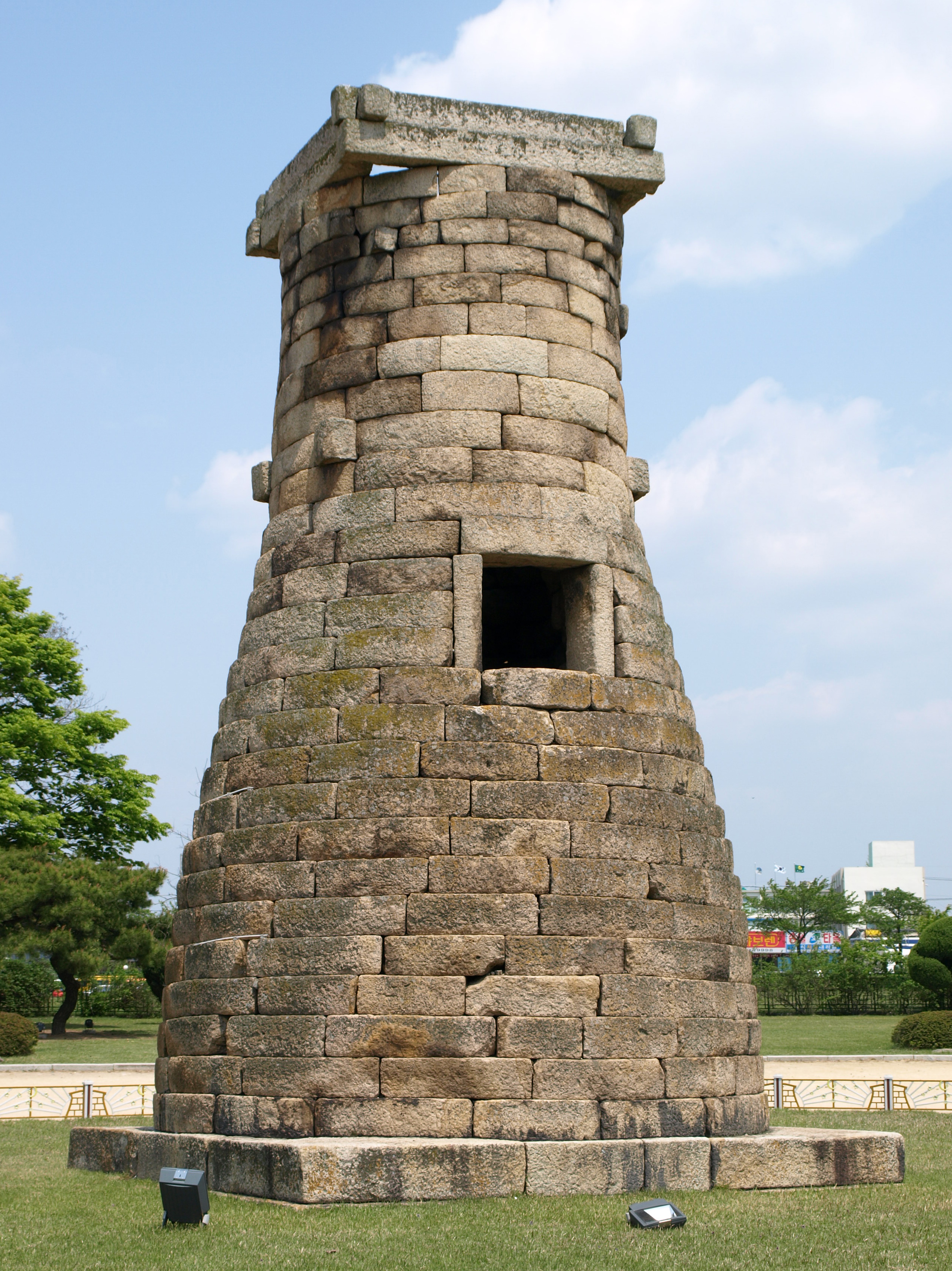
Cheomseongdae en Gyeongju.

Un nuevo reino llamado Baekje (18 a. C. .-660 d. C.) se desarrolló al sur del río Hanggang (parte del Seúl actual). Los de Baekje eran más pacíficos que los feroces guerreros de Goguryeo y emigraron al sur huyendo de la amenaza de su rival norteño. En el siglo I, Baekje se estableció firme como un Estado próspero y civilizado, haciendo intenso comercio con sus vecinos de ultramar. En realidad, Baekje sirvió como puente importante para la transmisión de la cultura continental a Japón: les pasó el budismo, la escritura china y sus sistemas políticos y sociales. El doctor Wang In fue maestro del príncipe de Japón.
Silla (57 a. C.-668 d. C.), el más lejano a China, al principio era el reino más débil y menos desarrollado de los tres. Fue el último en aceptar ideas y credos extranjeros, y su sociedad estaba marcadamente dividida en clases sociales. Sin embargo, Silla creció rápidamente gracias a los recursos de su singular Cuerpo de Hwarang (‘flor de juventud’) y de las enseñanzas budistas.
A mediados del siglo VII, Silla consolidó su poder y territorio, formó una alianza militar con T'ang de China para someter Goguryeo y Baekje. Las fuerzas aliadas de Silla y T'ang tuvieron éxito, y la península fue unificada por primera vez en el año 668. Después de eso, los sobrevivientes del reino Goguryeo expulsaron a las fuerzas de T'ang de Manchuria y de la parte septentrional de la península, y fundaron allí el reino de Balhae en el año 698.
Aunque políticamente estaban separados, los tres reinos de Goguryeo, Baekje y Silla estaban relacionados étnica y lingüísticamente. Cada uno de ellos desarrolló una sofisticada estructura política y adoptó la ética confuciana y la fe budista.

### Silla Unificada (668-935) y Balhae

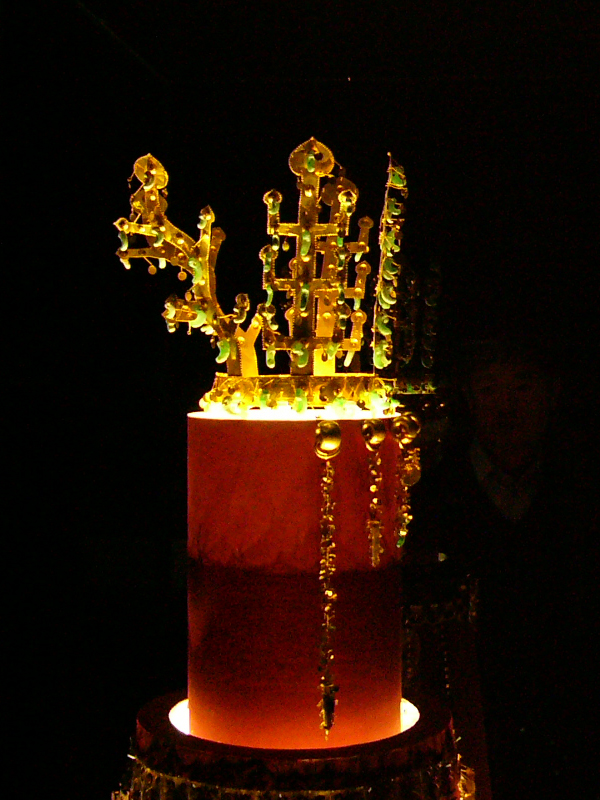
La Corona de Shilla en el Museo Nacional de Corea.

Durante dos siglos y medio, Silla disfrutó de paz y estabilidad. Liberado de las preocupaciones de luchas internas y de invasiones externas, originó el rápido florecimiento del arte, la religión, el comercio, la educación y otras disciplinas. La capital de Silla, en la actualidad Gyeongju, tenía una población de más de un millón de habitantes y se ufanaba de sus magníficos palacios reales y templos budistas.
El budismo floreció bajo la protección de la nobleza y la corte, y ejerció una gran influencia en los asuntos del Estado, en el arte y la moral. Algunos de los monumentos históricos más sobresalientes de Corea se atribuyen al genio creativo y fervor religioso de los artistas de aquella época. Entre ellos podemos citar el templo Bulguksa y la gruta de Seokguram, ambos en las cercanías de Gyeongju.
Silla alcanzó el apogeo de su prosperidad y poderío a mediados del siglo ¥•, después entró en lenta decadencia. Se intensificaron los conflictos entre los nobles; los líderes rebeldes reclamaban el derecho a la sucesión de los reinos derrocados, Goguryeo y Baekje. En el año 935 el rey dejó las riendas del Estado en manos de Wang Geon (rey Taejo, su nombre posterior), fundador de la dinastía Goryeo.
Después de la caída de Goguryeo, Dae Jayeong, un exgeneral de Goguryeo, formó un ejército con gente de Goguryeo y de Malgal (una tribu de Tungus), y emigró al territorio controlado por China. Finalmente se establecieron cerca de Jilin en Manchuria, allí Dae Joyeong fundó un Estado que al principio se llamó Chin, pero en 713 fue redenominado como Balhae (Bolhai, en chino). Balhae pronto recuperó el territorio antiguo de Goguryeo. La mayoría de la clase gobernante de Balhae era gente de Goguryeo. Balhae se declaró como sucesor de Goguryeo, y a veces era llamado por Goryeoguk (Estado de Goryeo).
El sistema político de Balhae era semejante al de Tang, y su capital Sanggyeong tenía por modelo la capital de Tang, Chan-an. Su cultura distintiva tenía influencia de Tang y Goguryeo. Cuando Balhae fue invadido por Khitan en los primeros años del siglo X, su clase dominante se refugió en el nuevo Estado de Goryeo.

### Goryeo (918-1392)

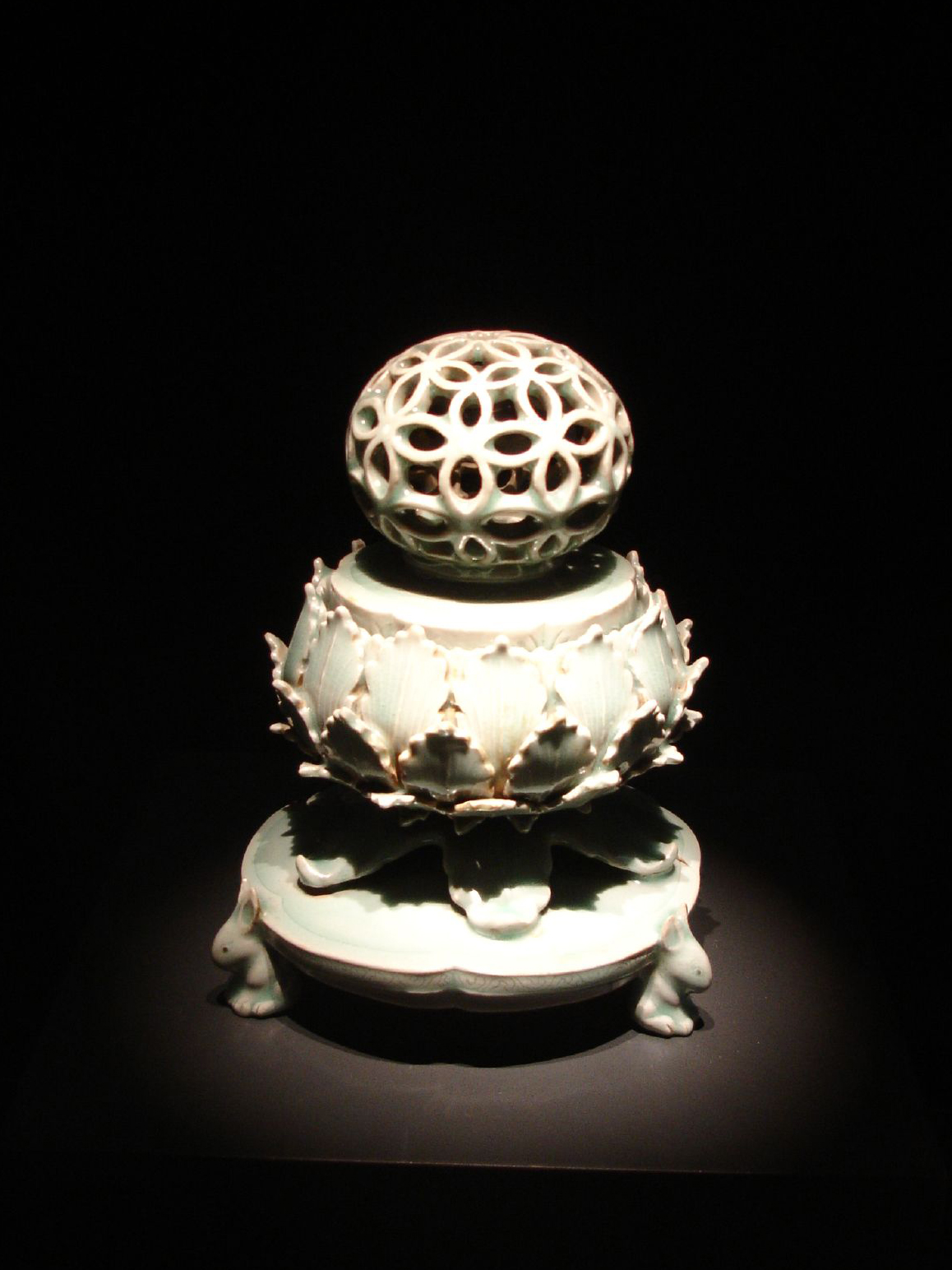
El Cheongja.

El monarca fundador de Goryeo (918-1392), Wang Geon, era un general que había servido a un príncipe rebelde de Silla. Escogiendo su ciudad natal Song-do, la actual Gaeseong, situada a unos 60° al norte de Seúl, como sede del reino, anunció una política de recuperación del territorio perdido de Goguryeo en Manchuria. Por esta razón, llamó a su reino Goryeo, del que procede el actual nombre de Corea.
Desde el principio, la corte real de Goryeo adoptó el budismo como la religión oficial del Estado. El budismo alcanzó un gran esplendor y estimuló la construcción de templos y la talla de imágenes de Buda, así como las pinturas de estilo iconográfico. Sin embargo, los templos y los monjes llegaron a detentar un poder excesivo, y durante los últimos años de este reino, los conflictos entre funcionarios letrados y guerreros debilitaron el país. Las incursiones de mongoles, que comenzaron en 1231, terminaron en la ocupación de Goryeo durante casi un siglo.

### Joseon (1392-1910)

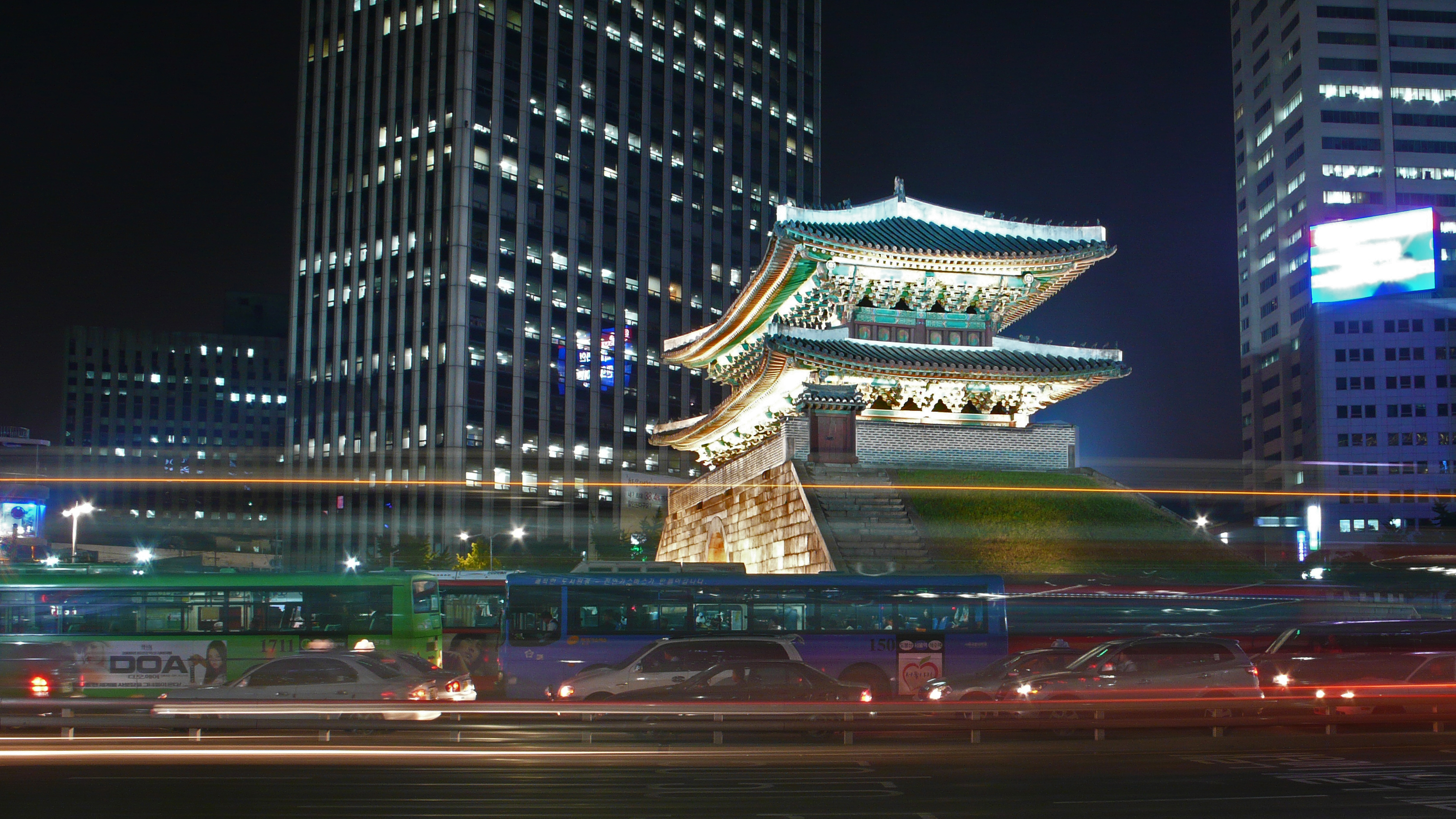
Namdaemun.

El confucionismo llega a Corea aproximadamente a comienzos de la era cristiana, casi al mismo tiempo de la llegada de los primeros documentos escritos de China. Sin embargo, no llegó a influir tanto a la sociedad coreana sino hasta el inicio de la dinastía Joseon (1392-1910).

El fundador de la dinastía Joseon, Yi Seong-gye (su nombre póstumo fue rey Taejo), usó la influencia de los intelectuales confucianos para derrocar la dinastía Goryeo. En 1394 trasladó la capital de Kaesong, donde todavía era fuerte la influencia budista, a Seúl. Así Seúl se convirtió en una de las capitales más antiguas del mundo. El confucianismo penetró en toda la vida de los coreanos.
Los soberanos de Joseon gobernaron valiéndose de un sofisticado y equilibrado sistema político basado en principios confucianos. Para ser funcionario del gobierno, uno tenía que presentarse a gwageo, un examen que consistía en medir el conocimiento sobre los clásicos (king) chinos.

El confucianismo también determinó la rígida estructura social. La sociedad, en general, dio un alto valor a los estudios académicos; en cambio desdeñó el comercio y la manufactura. En la cumbre estaba la clase yangban o clase estudiosa y aristócrata que dominaba la administración, el ejército y la sociedad. Después de ellos estaba la clase media llamada junjin, que consistía en los profesionales como funcionarios inferiores del gobierno, médicos, abogados y artistas. Debajo de esta clase estaba sangmin, clase plebeya formada por la mayoría de la población. Generalmente eran los agricultores, los comerciantes y artesanos. En el fondo de la sociedad estaba la clase cheonmin formada por los siervos, esclavos, la clase más baja o de los marginados.
Se dice que la dinastía Joseon tuvo su periodo de esplendor bajo el reinado de Sejong (r. 1418-1450), el cuarto monarca de Joseon. Durante su reinado, Corea gozó de un gran florecimiento cultural y artístico.
En 1593 el sacerdote español Gregorio Céspedes es el primer occidental que desembarca en este país; cuatro cartas que escribió dan fe de ello.
En las postrimerías del siglo XVI, tropas japonesas al mando de Toyotomi Hideyoshi invadieron la península y arrasaron la mayor parte de Joseon, de camino hacia China. La mayor parte de la península fue devastada.

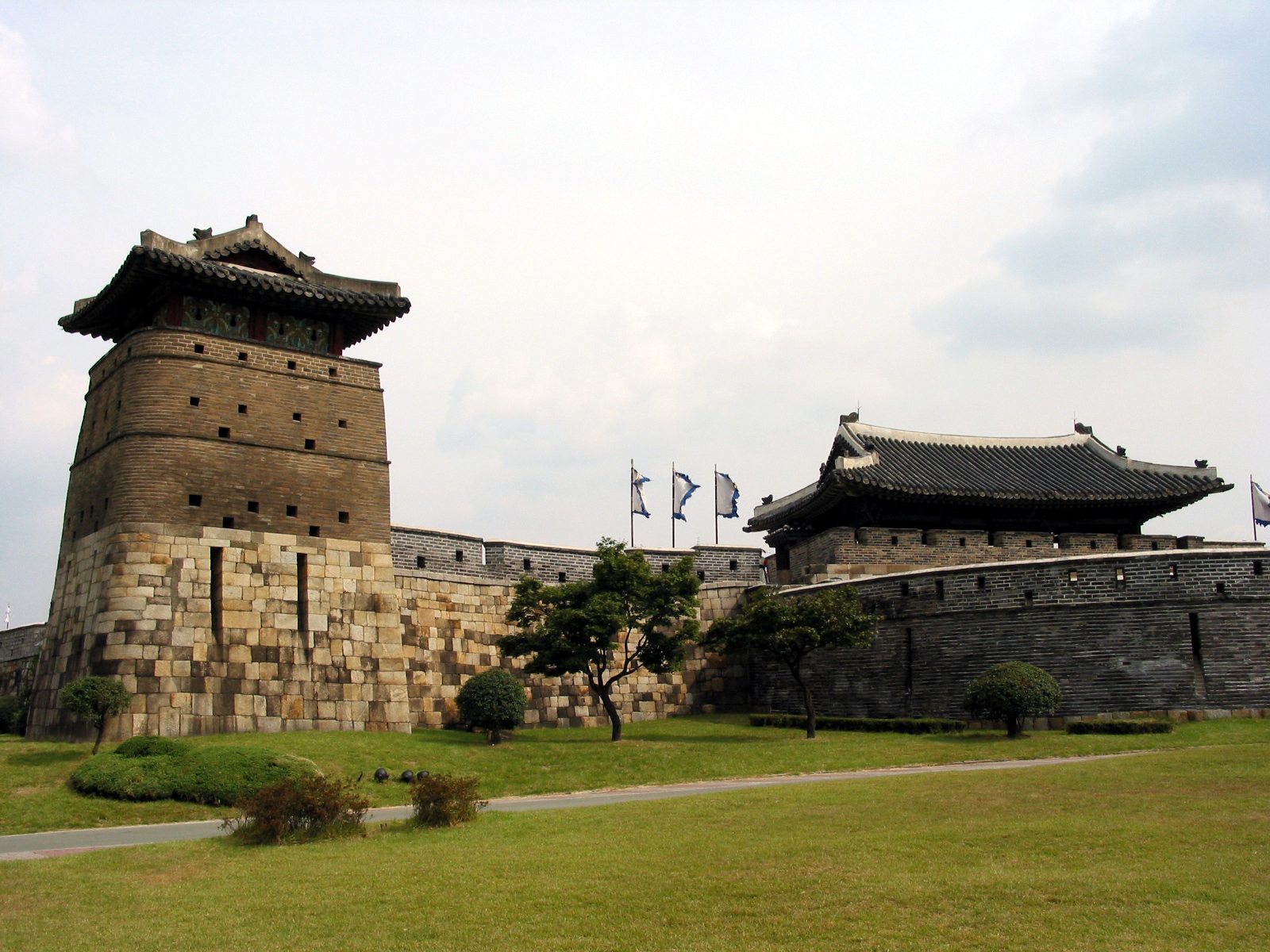
Fortaleza de Hwasong.

Los patriotas coreanos hicieron resistencia espiritual y, gracias a los héroes como el almirante Yi Sun-sin, pudieron cortar las líneas de suministro de los japoneses. Estos empezaron a retirarse por la muerte de Hideyoshi, y la guerra se terminó en 1598, después de haber hecho un terrible daño a Corea.
Corea fue invadida otra vez en 1627 y 1636 por los manchúes, que previamente habían vencido a la dinastía Ming de China, y establecieron la dinastía Qing (1644-1911). Más o menos en esta época, un movimiento conocido como Silhak o Escuela de Estudios Prácticos empezó a ganar una fuerza considerable entre los letrados funcionarios liberales. Los de Silhak querían transformar el Estado en una nación moderna. Insistieron mucho en la modernización agrícola e industrial y en las reformas de la distribución de la tierra. Desdichadamente, como estos intelectuales no poseían el poder, el gobierno conservador no acogió sus ideas para la política.

Así Corea quedó como un reino ermitaño, firmemente opuesto al Occidente y a sus ideas, tecnología, diplomacia y comercio. Por esta razón, Corea no estaba preparada para tratar el cambio rápido de sucesos a fines del siglo XIX, cuando Japón derrotó a China, que era protectora de Corea. Japón, que se había erigido como una nueva potencia industrial en Asia, se anexionó a Corea en 1905 y la convirtió en su colonia en 1910. Así se extinguió la dinastía Joseon.

### Ocupación del Japón y el Movimiento para la Independencia de Corea (1910-1945)
La invasión general japonesa de Corea tuvo una motivación económica. Seúl fue principalmente orientada a la explotación económica del país, dando tierras gratis o a precios muy bajos a los agricultores y pescadores japoneses. Grandes cantidades de arroz fueron enviadas al Japón, mientras los coreanos sufrían una seria escasez de comida. El código del guerrero samurái o bushido fue malinterpretado y reutilizado por los líderes japoneses para legitimar la inferioridad étnica de la nueva colonia y la posibilidad de que las más diversas crueldades fueran permitidas al ejército invasor. Un acontecimiento paralelo a lo ocurrido en China, cuando Manchuria pasó a ser Manchukuo. Un ejemplo paradigmático de esta posición hacia los vencidos es el genocidio de Nankín (véase en "Masacre de Nankín") en China. El estándar de vida del pueblo coreano se deterioró drásticamente; miles de agricultores coreanos se vieron obligados a trasladarse a Manchuria o al Japón en búsqueda de una vida mejor. Sin embargo, allí la vida tampoco era mejor para los recién llegados, ya que por su origen fueron asimismo discriminados.
La ley colonial japonesa estimuló el aumento del nacionalismo de los coreanos reprimidos. El primero de marzo de 1919, treinta y tres patriotas coreanos se juntaron en el parque Pagoda de Seúl para proclamar la Declaración de Independencia. Esto reavivó el movimiento por todo el país pidiendo el fin del colonialismo japonés, pero este movimiento fue reprimido brutalmente por las fuerzas militares japonesas con la pérdida de miles de vidas coreanas.
Este evento, más tarde conocido como Movimiento de Independencia de Samil (primero de marzo), fue un hito en la lucha coreana por la libertad. Aunque no pudo derrotar a Japón, fortaleció el sentimiento de identidad nacional y patriotismo del pueblo coreano, y llevó al establecimiento de un Gobierno Provisional desde Shanghái, en China, y a la organización de la lucha armada en Manchuria contra los colonialistas japoneses.
El gobierno del Japón de ese entonces impuso una política de asimilación de los coreanos a la cultura japonesa en las escuelas, y se les obligó por la fuerza a adoptar tanto el idioma, costumbres, vestimenta y nombres al estilo japonés e inclusive la instrucción de algunas de las artes marciales del colonizador como el karate, el judo y el kendo. Sin embargo, los coreanos lograron mantener su identidad cultural a pesar de las dificultades, tomando y refinando los movimientos de las artes marciales tradicionales japonesas, junto con las artes marciales clásicas coreanas, como el sibpalki, el hwa rang do, su bak do y el taekkyon, de las que más adelante surgieron las artes marciales modernas del tang soo do, el taekwondo, el hapkido y el kumdo / hankumdo.

### Los estados del Norte y del Sur

Mapa de Corea antes de la división.

Políticamente, Corea está dividida entre la República de Corea (CS) y la República Democrática Popular de Corea (CN). La división ocurrió de hecho en el momento de la capitulación japonesa que puso fin a la Segunda Guerra Mundial en 1945. Después de esa fecha, las fuerzas soviéticas entraron por Manchuria en Corea del Norte y se hicieron con el control de las provincias japonesas. El mayor temor de los Estados Unidos durante este período fue que la península coreana fuera dominada por las fuerzas soviéticas o por las fuerzas comunistas. Las autoridades estadounidenses apoyaron la influencia nacionalista del líder Syngman Rhee, que estaba a favor de la separación antes que a favor de una Corea comunista unida.
Las elecciones en el Sur de Corea tuvieron lugar en mayo de 1948. Los elegidos procedieron a redactar una nueva constitución y crearon la República de Corea en el sur (paralelo 38.º). El norte se convirtió en la República Popular Democrática de Corea bajo el régimen de Kim Il-sung. Estos dos países se organizaron independientemente adoptando diferentes instituciones. El norte siguió el modelo soviético socialista y la revolución china para abolir la propiedad privada. El sur mantuvo un sistema de propiedad privada y el gobierno, especialmente después del inicio del régimen dictatorial de Park Chung-hee en 1961, sirviéndole de los mercados y los incentivos privados para desarrollar la economía.
Corea del Norte ocupa la mitad septentrional de la península coreana, empezando desde el linde-paralelo 38 al sur y que limita con China y Rusia a lo largo del río Aprok. Su capital es Pionyang y el Estado conserva una ideología de tipo socialista, inicialmente muy próxima la soviética, posteriormente virando a un acercamiento con el maoísmo, para finalmente desarrollar su propia versión independiente de socialismo conocida como Juche.
Corea del Sur ocupa la mitad meridional de la península coreana, empezando desde el linde-paralelo 38, limitando con Corea del Norte al norte y termina en el océano Pacífico al sur. Su capital es Seúl y el Estado conserva una ideología capitalista, que inicialmente estuvo gobernado por el presidente Syngman Rhee, al cual le sucedieron otros gobiernos similares como el régimen autoritario del General Park Chung-hee. Posteriormente el modelo de desarrollo económico nacional tomó una dirección de libre mercado con el presidente electo Kim Dae-jung. Actualmente Corea del Sur está gobernada por el presidente Yoon Suk-yeol. Tanto en dictadura como en democracia el gobierno de Corea del Sur mantuvo su alineamiento político con Estados Unidos.
En la historia reciente de la península, la tensión ha empeorado debido a los ensayos de misiles balísticos realizados por Corea del Norte, que finalmente conllevaron a una prueba nuclear el 12 de febrero de 2017. Pionyang anuló el acuerdo de armisticio alcanzado por Corea del Sur en 1953 después de la guerra que dividió a la península; por su parte el secretario de la ONU Ban Ki-moon anunció la aprobación de sanciones como mensaje de que no se tolerará la búsqueda de armas nucleares. Pionyang con amenazas nucleares asegura que sus misiles están apuntando a Corea del Sur y algunos territorios de Estados Unidos, ya que este país norteamericano contribuye a aumentar la tensión entre las dos Coreas al realizar ejercicios militares con Corea del Sur, donde también mantiene una serie de bases militares con decenas de miles de soldados.

### Reunificación

Bandera creada por los nacionalistas coreanos para la unificación.

En la década de 1990, los gobiernos de los dos Estados tomaron una postura de cordialidad, con el fin de acabar con las hostilidades históricas de los coreanos a ambos lados de la frontera. En diversos eventos deportivos, como los Juegos Olímpicos de Atenas 2004, los Juegos de invierno de Turín 2006 y los Juegos de Invierno de Pieonchang de 2018. Corea del Sur y Corea del Norte han desfilado bajo el nombre de Corea y una única bandera con la silueta de la península en azul sobre un fondo blanco.
Aunque la participación en tales acontecimientos fuese a la postre por separado, se trata de gestos impensables hace varias décadas y que abren la esperanza a una futura unificación.
En 2007, Corea del Norte y Corea del Sur se unieron con una línea del ferrocarril, en su siguiente paso a la unificación.
Ambos países abarcan un total de 222 154 km², casi la misma extensión que el Reino Unido o Rumania. Un 45 % de esta superficie, o 99 617 km², es considerado como zona de cultivo, salvo los terrenos reclamados. El terreno montañoso ocupa dos terceras partes del territorio, equivalente a la superficie de países como Portugal, Hungría o Irlanda.
En el Mundial de Fútbol Sub-20 Portugal 1991 hubo una selección llamada la selección de fútbol de Corea, fue la única vez que ambas selecciones participaron como una sola, y desde ese día no se han vuelto a unir.

## La nación y el pueblo

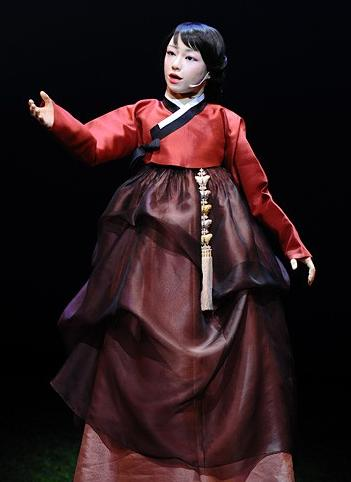
El Androide EveR-3, en ropa tradicional de Corea Hanbok.

### Origen etimológico
El nombre de Corea tiene su origen en el reino de la dinastía Goryeo, que controló una mayor parte de la península coreana entre los siglos X y XV d. C. Se le conoce con este nombre porque fue durante el siglo XIII cuando Marco Polo, el comerciante italiano, reconoció esta región mediante sus exploraciones marítimas a lo largo de las costas de China, constituyendo este el primer contacto directo entre el mundo europeo y la nación coreana. La derivación de Gorieó, Corea, se difundió en Europa para referirse a esa zona.

### Autodenominación y el contexto geopolítico
Los coreanos denominan a su país «nuestro país», un fenómeno poco visto en otros y tiene relación con el fuerte sentido de nacionalismo étnico en Corea. Los coreanos de la región de la ex Unión Soviética se llaman a sí mismos «personas de Goryeo» (고려인), sin referirse a sí mismos como coreanos del Norte (조선인) o del Sur (한국인).
Los coreanos de ambas Coreas no denominan «Corea» (고려/高麗) a su país, aunque Corea del Norte ha tenido en el pasado una propuesta de unificación en forma de federación que se llamaría Federación de Corea (Koryŏ yŏnbang-guk 고려 연방국). Otros términos son 동국 Don-Guk (東國), 해동 Hae-Dong (海東), 동이 Dong-i (東夷), todos quieren decir más o menos ‘país al este’ por estar ubicado al este de China. Hay versiones poéticas como 청구 Cheong-gu (靑丘) por ser un país verdeazul (posiblemente por la vegetación, desde la perspectiva de Manchuria).

### La nomenclatura

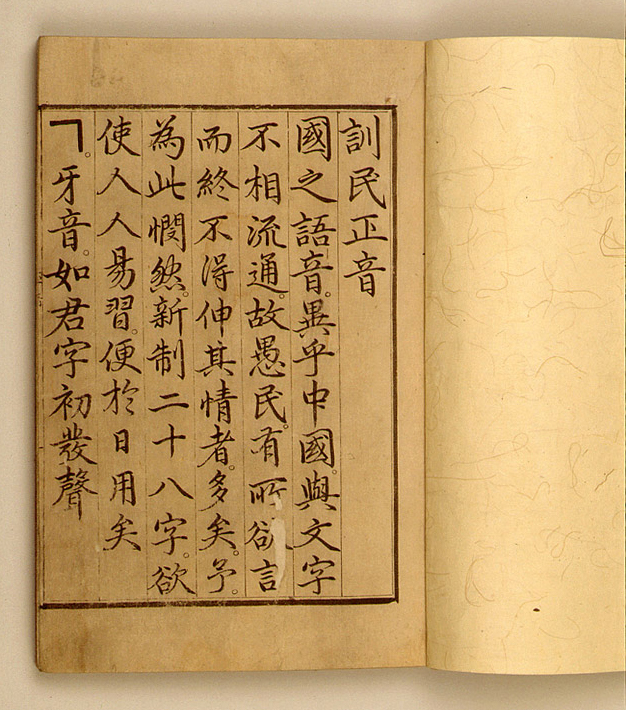
Hunminjeongeum.

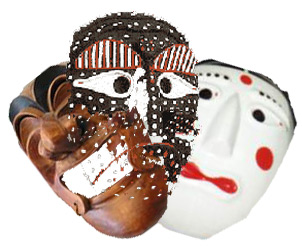
El tal (탈), máscara folklórica coreana, representante simbólico del han (한).

Hanguk (한국 en Hangul y 韓國 en Hanja) o Joseón (조선 en alfabeto coreano y 韓鲜 en caracteres chinos) es el nombre que se le da a la nación coreana. En Corea del Norte se le dice Chosŏn (el nombre oficial completo de Corea del Norte es 조선민주주의인민공화국 Chosŏn Minjujuŭi Inmingonghwaguk) y en Corea del Sur se le dice Hanguk (el nombre oficial completo de Corea del Sur es 대한민국/大韓民國 Daehanminguk).
Cada Estado de Corea llama de manera diferente a la península, a sí mismos y a la otra Corea:
Corea del Sur llama a la Península completa como Hanguk, y Namhan (남한, 南韓, ‘Han del Sur’) para referirse a Corea del Sur; a Corea del Norte la llaman Bukhan (북한, 北韓, ‘Han del Norte’).
Por su parte, Corea del Norte usa Chosŏn para referirse a la península coreana, y Namjosŏn/Namchosôn (남조선, 南朝鮮 ‘Chosôn del Sur’) para Corea del Sur. A sí mismos, Corea del Norte se llama Bukchosŏn (북조선, 北朝鮮, ‘Chosôn del Norte’).
La nación coreana está compuesta casi exclusivamente de coreanos étnicos, aunque existe una modesta minoría de chinos étnicos (aproximadamente 20 000) en Corea del Sur.
El pueblo Han (한민족 en coreano) es el grupo étnico-racial que constituye lo que hoy en día se conoce oficialmente como la nación coreana. La nación coreana en el discurso popular en las Coreas está compuesta por los siguientes aspectos:
- Racial, a través del parentesco y atributos fenotípicos. Estos se identifican a través de dos elementos socialmente semantizados: la sangre o pi (피) y la tabla de linaje o jokbo (족보).
- Cultural, que incluye la habilidad para hablar el idioma coreano: el chosonmal (조선말) o hangugeo (한국어), y a la vez refiere a un entendimiento compartido a una serie de códigos de conducta primariamente confucianos pero también únicos a la nación coreana.
- Espiritual, que se simboliza en el han (한) (恨), que se describe como un sentimiento de tristeza, nostalgia y frustración que es un concepto con raíces en el chamanismo tradicional coreano.
- Nacional, que presta lealtad al Estado coreano, o a la nación coreana como se la imagina en los puntos anteriores. En particular se considera un rasgo de dicha lealtad, la activa resistencia a la invasión o intermisión de aquellos pueblos considerados no coreanos - históricamente China y pueblos de Manchuria, Japón y Estados Unidos.
- Territorial, que posee como grupo en la región geográfica llamada península coreana o Hanbando (한반도).

## Geografía
Corea se encuentra en la península de Corea en el este de Asia. Al noroeste, el río Amnok separa Corea de China y al noreste, el río Duman separa Corea de China y Rusia. La península está rodeada por el Mar Amarillo al oeste, el Mar de China Oriental y el Estrecho de Corea al sur, y el Mar del Japón). Las islas más importantes son la isla Jeju, la isla Ulleung y la isla Dokdo.

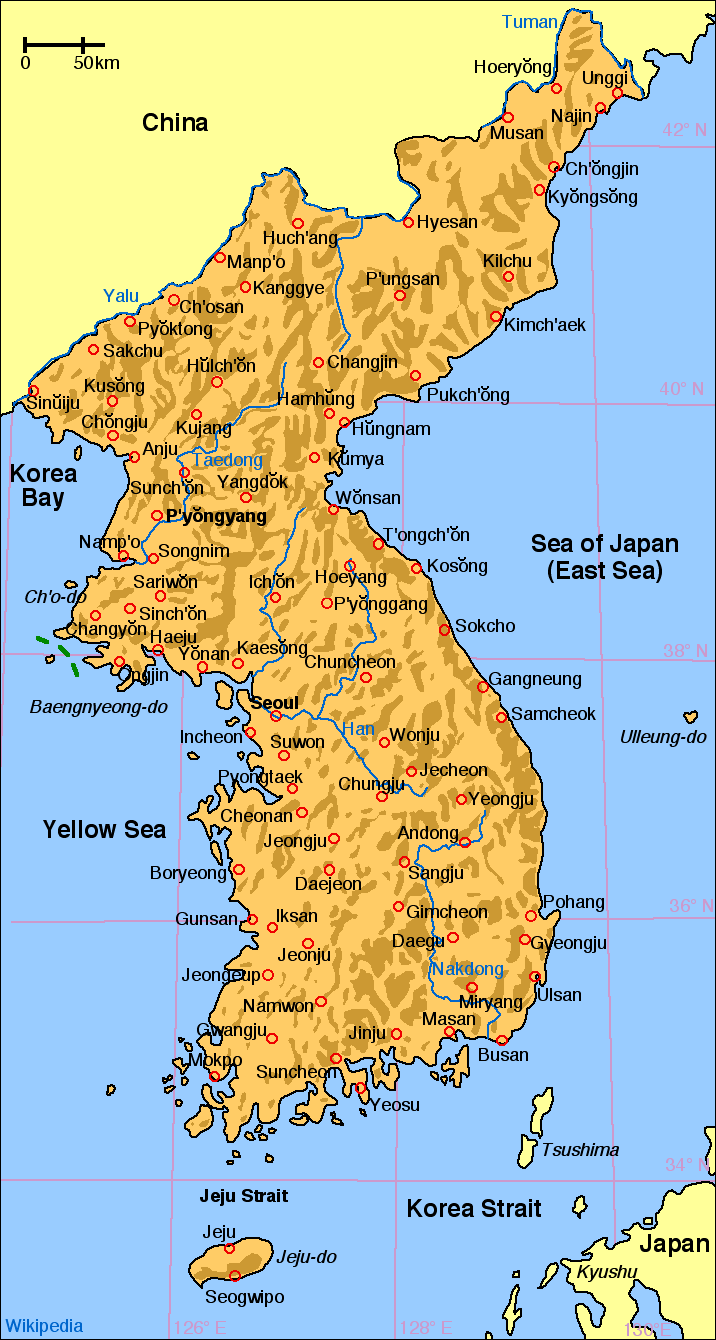
Península de Corea

Las partes sur y oeste de la península tienen llanuras bien desarrolladas, mientras que las partes oriental y septentrional son montañosas. La montaña más alta de Corea es el Monte Paektu (2744 m), a través del cual se extiende la frontera con China. La extensión sur del Monte Paektu es un altiplano llamado Gaema Heights. Esta región montañosa se levantó principalmente durante la orogenia cenozoica y está parcialmente cubierta por materia volcánica. Al sur de Gaema Gowon, se encuentran elevadas montañas a lo largo de la costa este de la península. Esta cordillera se llama Baekdudaegan. Algunas montañas importantes incluyen el Monte Sobaek o Sobaeksan (1439 m), el Monte Kumgang (1638 m), el Monte Seorak (1708 m), el Monte Taebaek (1567 m) y el Monte Jiri (1915 m). Hay varias series de montañas secundarias inferiores cuya dirección es casi perpendicular a la de Baekdudaegan. Se desarrollan a lo largo de la línea tectónica de orogenia mesozoica y sus direcciones son básicamente noroeste.
A diferencia de la mayoría de las montañas antiguas en el continente, muchas islas importantes en Corea se formaron por la actividad volcánica en la orogenia cenozoica. La isla de Jeju, situada frente a la costa sur, es una gran isla volcánica cuya principal montaña, el Monte Halla o Hallasan (1950 m) es la más alta de Corea del Sur. La isla de Ulleung es una isla volcánica en el Mar del Japón, cuya composición es más félsica que Jeju-do. Las islas volcánicas tienden a ser más jóvenes, cuanto más hacia el oeste.
Debido a que la región montañosa se encuentra principalmente en la parte oriental de la península, los principales ríos tienden a fluir hacia el oeste. Dos excepciones son el río Nakdong que fluye hacia el sur y el río Seomjin. Los ríos importantes que corren hacia el oeste incluyen el río Amnok, el río Chongchon, el río Taedong, el río Han, el río Geum y el río Yeongsan. Estos ríos tienen vastas llanuras de inundación y proporcionan un entorno húmedo ideal para el cultivo de arroz.
Las costas del sur y sudoeste de Corea forman una línea de costa de ria bien desarrollada, conocida como Dadohae-jin en coreano. Su costa recortada da lugar a mares templados, y el entorno tranquilo resultante permite una navegación segura, la pesca y el cultivo de algas marinas. Además de la costa recortada, la costa occidental de la península de Corea tiene una amplitud de marea extremadamente alta (en Incheon puede alcanzar los 9 m). Inmensas llanuras mareales se han estado desarrollando en las costas del sur y el oeste.

## Lecturas recomendadas
- Chun, Tuk Chu. "Korea in the Pacific Community". Social Education 52 (March 1988), 182. EJ 368 177.
- Cumings, Bruce. The Two Koreas. New York: Foreign Policy Association, 1984.
- Focus On Asian Studies. Special Issue: "Korea: A Teacher's Guide". No. 1, Fall 1986.
- Gi-Wook Shin/Michael Robinson (Ed.). Colonial modernity in Korea, Cambridge, Mass. [u.a.]: Harvard University, Asia Center; Distributed by Harvard Univ. Press 1999. ISBN 0-674-14255-1.
- Joe, W.J. & Choe, H.A. Traditional Korea: A Cultural History, Seoul: Hollym, 1997.
- Joungwon, A.K. Divided Korea: The Politics of Development, Harvard University Press, 1975.
- Lee Ki-baik. A New History of Korea. Cambridge: Harvard UP, 1984.
- Lee Sang-sup. "The Arts and Literature of Korea". The Social Studies 79 (July–August 1988): 153–60. EJ 376 894.
- Tae-Jin, Y. "The Illegality of the Forced Treaties Leading to Japan's Annexation of the Great Han Empire", In the Korean National Commission for UNESCO, Vol. 36, No. 4, 1996.
- Enciclopedia de Taekwon-Do ITF - Gral. Choi Hong Hi
- Dennis Hart, From Tradition to Consumption: Construction of a Capitalist Culture in South Korea. Seoul: Jimoondang Pub., 2003.
- The Gloucestershire Regiment and The Battle of the Imjin River, Korean War

### Corea del Norte
- Sitio web oficial de la República Popular Democrática de Corea (en inglés)
- Naenara en español Archivado el 31 de agosto de 2013 en Wayback Machine. (Información acerca de Corea del Norte, desde política y economía hasta cultura y sociedad)
- KCNA - Agencia Central de Noticias de Corea (en coreano)
- North Korea Travel (en inglés)

### Corea del Sur
- Visit Korea: Guía Oficial de Turismo de Corea del Sur Archivado el 18 de agosto de 2009 en Wayback Machine.
- Hapkidoeh.com (información acerca de Corea del Sur, por la Hapki Yu Kwon Sul País Vasco).
- Korea.net en español
- Asia-Pacific - Cámara de Comercio Asia Pacífico Chile Archivado el 28 de abril de 2020 en Wayback Machine.

- Datos: Q18097
- Multimedia: Korea / Q18097